# From the Beginning/Living Sin
From the Beginning/Living Sin è il quarto singolo del gruppo progressive rock britannico Emerson, Lake & Palmer, pubblicato nel 1972 dalla Cotillion (catalogo 45-44158) ed estratto dall'album Trilogy, sempre dello stesso anno.

## I brani

### From the Beginning
From the Beginning, presente sul lato A del disco, è il brano scritto interamente da Greg Lake. Verrà ripubblicato postumo, 50 anni dopo, come lato B dell'edizione Atlantic Old Series del singolo Lucky Man.

### Living Sin
Living Sin è il brano presente sul lato B del disco. Verrà ripubblicato – sempre come lato B – nei singoli aventi, come A-side, due brani di Aaron Copland: 
- Hoedown[4], nell'edizione francese;
- Fanfare for the Common Man, in quella italiana.

## Tracce

### Lato A
1. From the Beginning – 3:48 (Greg Lake)

### Lato B
1. Living Sin – 3:11 (testo: Carl Palmer – musica: Greg Lake, Keith Emerson)

## Musicisti
- Keith Emerson – organo Hammond[2], moog
- Greg Lake – basso, chitarre[1], voce
- Carl Palmer – batteria[2], percussioni[1]

## Classifiche
| Classifica (1972)        |                        | Posizione massima |
| ------------------------ | ---------------------- | ----------------- |
| Canada Top Singles (RPM) | Canada (bandiera)      | 34                |
| US Billboard Hot 100     | Stati Uniti (bandiera) | 39                |
| US Cashbox Top Singles   | Stati Uniti (bandiera) | 40                |